# Омолон
Омоло́н — река в России, на севере Дальнего Востока, правый и самый крупный приток Колымы. Протекает по территории Якутии, Чукотского автономного округа и Магаданской области. Длина реки 1114 км, площадь водосборного бассейна 113 000 км².

## Этимология
Название реки образовано наименованием рода юкагиров омол («хороший») и термином он («река»), то есть «река рода омол».

## Гидрография
Берёт начало со склонов Отайкачанского хребта и протекает в долине между его отрогами и Колымским хребтом. Питание реки снеговое и дождевое, средний расход воды около 680 м³/с.
На всём своём протяжении русло Омолона ветвится и петляет, образуя множество протоков, плёсов, затонов и перекатов. Левобережные притоки, как правило, соединяются с основным руслом через краевые протоки. Ширина основного русла в среднем течении составляет около 500 м при скорости течения 7-9 м/с, в низовьях — 3-5 м/с. Через рыхлую толщу аллювиальных наносов просачивается большая часть стока реки, что благоприятствует созданию мощных подрусловых таликов. В результате в пойменных участках вечная мерзлота слабо влияет на почвенный процесс и жизнь растений в плодородном слое.
В островной пойме находятся 3 уровня аллювиальных террас: низкая пойма — затопляется паводками каждый год, средняя пойма — затопляется каждые 3—5 лет, высокая пойма — затопляется каждые 7—10 лет. Выше этих уровней располагается надпойменная незатопляемая терраса — заболоченная равнина с зарастающими старицами и старично-термокарстовыми озёрами, где преобладают болотные торфяно-глеевые и мерзлотно-таёжные почвы.
В верховьях Омолона и его притоках имеется 20 наледей площадью от 2,8 до 3,7 км².
Фарватер реки часто меняется, вода размывает берег и сносит множество пойменного леса, устраивая завалы погибших деревьев по берегам проток и косам. Зачастую во время паводков косы и осерёдыши в одних местах очень быстро размываются, стремительно образуясь на новых местах.

### Гидрология
Омолон замерзает в 20-х числах октября, вскрывается в середине апреля. Весеннее половодье происходит с 20 по 25 мая. Осенне-летний паводок наступает во второй половине августа.
В зимний период вода Омолона идеально прозрачная, во время ледохода имеет беловатый оттенок, в конце лета — темноватый. В прибрежных озёрах цвет воды желтоватый или тёмный.

## Притоки
Объекты перечислены по порядку от устья к истоку.
- 6 км: водоток пр. Осетровка
- 17 км: река без названия
- 27 км: водоток пр. Глиняная
- 31 км: водоток пр. Сибирская
- 45 км: водоток пр. Пелячья
- 57 км: водоток протока без названия
- 60 км: река без названия
- 80 км: река без названия
- 90 км: река без названия
- 101 км: река без названия
- 105 км: река без названия
- 108 км: водоток протока без названия
- 112 км: Насончик
- 120 км: река без названия
- 131 км: река без названия
- 138 км: река без названия
- 144 км: река без названия
- 150 км: река без названия
- 157 км: река без названия
- 165 км: река без названия
- 168 км: Эльгечан
- 177 км: Конгуин
- 187 км: река без названия
- 191 км: река без названия
- 205 км: река без названия
- 212 км: Карбас (в верховье Правый Карбас)
- 222 км: Озерный
- 229 км: водоток протока без названия
- 231 км: Раздольная
- 246 км: река без названия
- 246 км: Ягодный
- 260 км: Курья
- 268 км: река без названия
- 268 км: Широкая
- 295 км: река без названия
- 295 км: река без названия
- 295 км: Кюрколчан
- 300 км: река без названия
- 306 км: река без названия
- 311 км: водоток протока без названия
- 314 км: Озёрный
- 323 км: река без названия
- 338 км: река без названия
- 339 км: река без названия
- 341 км: река без названия
- 354 км: Мангазейка
- 355 км: Верхний Биркачан
- 360 км: Олой (в верховье Левый Олой)
- 373 км: Тенкели
- 390 км: Великан
- 402 км: Маустах (Наусин)
- 407 км: Кошевой
- 422 км: Прощальный
- 436 км: Спокойный
- 439 км: водоток протока без названия
- 446 км: Монокова
- 461 км: Ошибка
- 464 км: Пятьковенде
- 466 км: Намындыкан
- 473 км: Айненэ
- 484 км: река без названия
- 499 км: Кедон
- 501 км: Карбасчан (в верховье Правый Карбасчан)
- 509 км: река без названия
- 523 км: Ухекачан
- 529 км: река без названия
- 536 км: Омучан
- 537 км: Хатыр
- 554 км: река без названия
- 554 км: Хаптагай
- 556 км: река без названия
- 561 км: Долгий
- 563 км: Талалах
- 564 км: Теряющийся
- 569 км: Мастах
- 580 км: Мутный
- 584 км: Уляган (в верховье Левый Уляган)
- 590 км: водоток протока без названия
- 590 км: Хеокан
- 600 км: река без названия
- 604 км: Чагачан
- 608 км: Моланджа
- 612 км: река без названия
- 616 км: Малая Моланджа
- 625 км: река без названия
- 636 км: река без названия
- 638 км: Малыш
- 644 км: Хуличан (в верховье Правый Хуличан)
- 653 км: Агатовый
- 654 км: Пустой
- 658 км: Контактовый
- 659 км: Кривая
- 661 км: река без названия
- 667 км: Обрыв
- 675 км: река без названия
- 686 км: река без названия
- 693 км: Хунганджа
- 696 км: Делькучан
- 706 км: река без названия
- 713 км: Туманный
- 721 км: Кегали
- 724 км: Эльгякчан
- 726 км: Бебекан
- 738 км: река без названия
- 738 км: река без названия
- 739 км: Малый Эльгахчан
- 751 км: Катюша
- 754 км: Большой Эльгахчан
- 762 км: Бургали (в верховье Левый Бургали)
- 768 км: Нэкучан
- 781 км: Крестик
- 783 км: река без названия
- 786 км: река без названия
- 794 км: река без названия
- 801 км: река без названия
- 802 км: Рыбный
- 807 км: река без названия
- 814 км: Большая Ауланджа
- 826 км: Закоронная
- 839 км: Орлиный
- 840 км: Докумичная
- 855 км: Нижний Биркачан
- 860 км: река без названия
- 866 км: Мунугуджак
- 869 км: Малая Ауланджа
- 874 км: Нова (Мышиный)
- 879 км: Хунганджа
- 889 км: Очакчан
- 892 км: Спокойная (Анмандыкан)
- 901 км: река без названия
- 904 км: Гриша
- 913 км: река без названия
- 914 км: Русская (Омолонская)
- 921 км: река без названия
- 923 км: река без названия
- 924 км: река без названия
- 935 км: Инняга
- 936 км: Нижний Коаргычан
- 937 км: Верхний Коаргычан
- 939 км: Скалистый
- 944 км: Отважный
- 949 км: река без названия
- 954 км: река без названия
- 963 км: река без названия
- 963 км: Стрела
- 967 км: Сборная
- 971 км: Просторный
- 975 км: Ольдяни (Молния)
- 984 км: Лабазная
- 990 км: Анго
- 990 км: Чира
- 995 км: река без названия
- 996 км: река без названия
- 997 км: Сменный
- 1001 км: Бурлакич
- 1016 км: Абкиткич
- 1018 км: Жданка
- 1041 км: Хадаранджа (в верховье Левая Хадаранджа)
- 1079 км: река без названия
- 1093 км: Джолынджа
- 1098 км: река без названия

## Климат
Климат на протяжении реки резко континентальный, субарктический, где господствует Сибирский антициклон с очень холодными зимами и относительно жарким летом. Среднегодовая температура воздуха составляет −12,8 °C, абсолютный минимум зафиксирован −61 °C, абсолютный максимум +34 °C. Годовая сумма осадков — 240 мм, бо́льшая часть состоит из дождя и мороси.

## Флора и фауна
Вдоль реки произрастает около 550 видов сосудистых растений. На прибрежных склонах гор господствует кедровый стланик, в островных поймах — заросли из чозении и тополя, местами — лиственница, существование которых происходит благодаря подрусловым таликам. Также имеются кустарниковые формы — недотрога, седмичник, купырь, пижма, а также обильно плодоносящие ягодные кустарники — дикая смородина, шиповник.
На заболоченных территориях произрастают уруть, кизляк и мытник колымский, в моховых лиственничниках — редкая купальница бумажночашелистиковая (Trollius chartosepalus) и рододендрон золотистый.
В водах Омолона обитают восточносибирский хариус, ленок, валёк, чукучан, чир, нельма, пестроногий подкаменщик, щука, в низовьях — муксун; в надпойменных озёрах — якутский карась и озёрный гольян.
На побережье реки встречаются 25 видов млекопитающих: несколько видов землероек, летяги, бурундук, заяц-беляк, лемминги. Хищники представлены бурыми медведями, волками, росомахами, лисицами, соболями, ласками, горностаями, выдрами. В долине Омолона имеются отличные условия для обитания лосей, где зафиксирована их рекордная плотность.

## Судоходство
Река является судоходной на 595 км от устья и сплавной в нижнем течении. В середине июня каждую навигацию осуществляются рейсы речных судов в посёлок Омолон и обратно, при этом с возможным зимним отстоем.

## Охрана природы
- С 1980 года в среднем течении реки действует ресурсный заказник Омолонский.
- В 1994 году на правобережье реки был организован заказник «Лосиный», в перспективе планируется на его основе создать национальный природный парк[11].

## История
- В 1662 году верхнеколымские юкагиры возле зимовья Чукичева на реке Омолон — «Блудная» — обнаружили убитыми Ивана Камчатого (в честь которого, по одной из версий, получили своё название река и полуостров Камчатка) и участников его похода. Об Иване Иванове по прозвищу «Камчатый» сохранились следующие сведения: прозвище было дано вследствие того, что он носил шёлковую рубашку (в те времена шёлк называли «камчатой тканью» или «дамаском»). Иван Камчатый — колымский казак, повёрстанный в 1649 году по собственному желанию, в прошлом —промышленный человек. В честь Ивана Камчатого один из притоков реки Индигирки в 1650-х годах уже называли «Камчаткой». В 1659 году Иван Камчатый и Фёдор Чукичев были направлены для ясачного сбора на реку Пенжина. В своём походе они не ограничились реками Парень и Пенжина, а посетили также реку Лесную, где встретились с колымским казаком Леонтием Федотовым сыном и промышленным человеком Савой Анисимовым Шароглазом (Сероглазом). Известно, что поднявшись в верховье реки Лесная, они перевалили на восточное побережье Камчатки, по руслу реки Караги вышли на берег Берингова моря, где некоторое время занимались промыслом «рыбьего зуба» (моржовая кость).
- 25 июня (7 июля) 1892 года в устье реки Омолон во время экспедиции скончался и был похоронен исследователь И. Д. Черский.